# Cal Bernat (Castellar de la Ribera)
Cal Bernat és una masia situada al municipi de Castellar de la Ribera, a la comarca catalana del Solsonès.